# Dachiardita-Ca
La dachiardita-Ca és un mineral de la classe dels silicats, que pertany al grup de les zeolites. Rep el seu nom d'Antonio D'Achiardi (1839–1902), professor de mineralogia de la Universitat de Pisa, Itàlia, qui va descriure per primera vegada el mineral descobert pel seu fill en una pegmatita granítica. L'Associació Mineralògica Internacional va canviar-li el nom l'any 1997 per l'actual dachiardita-Ca.

## Característiques
La dachiardita-Ca és un silicat de fórmula química Ca₂(Si20Al₄)O48·13H₂O. Cristal·litza en el sistema monoclínic. La seva duresa a l'escala de Mohs es troba entre 4 i 4,5. És l'anàleg amb calci de la dachiardita-Na.
Segons la classificació de Nickel-Strunz, la dachiardita-Ca pertany a «02.GD: Tectosilicats amb H₂O zeolítica; cadenes de 6-enllaços – zeolites tabulars» juntament amb els següents minerals: gmelinita-Ca, gmelinita-K, gmelinita-Na, willhendersonita, cabazita-Ca, cabazita-K, cabazita-Na, cabazita-Sr, cabazita-Mg, levyna-Ca, levyna-Na, bellbergita, erionita-Ca, erionita-K, erionita-Na, offretita, wenkita, faujasita-Ca, faujasita-Mg, faujasita-Na, maricopaïta, mordenita, dachiardita-Na, epistilbita, ferrierita-K, ferrierita-Mg, ferrierita-Na i bikitaïta.

## Formació i jaciments
Va ser descoberta a la pedrera La Speranza, a San Piero in Campo, a l'illa d'Elba, Província de Liorna (Toscana, Itàlia). També ha estat descrita a Bulgària, la República Txeca, Hongria, el Japó i els Estats Units.